# 加西サービスエリア
加西サービスエリア（かさいサービスエリア）は、兵庫県加西市及び兵庫県神崎郡福崎町の中国自動車道上にあるサービスエリアである。

## 概要
上り線は兵庫県加西市畑町、下り線は兵庫県加西市畑町及び兵庫県神崎郡福崎町大貫にある。上下線ともに西日本ジェイアールバスおよび神姫バスの大阪 - 津山線の特急および急行便が7分程度停車する。また、2008年（平成20年）4月1日から全但バスの特急バスが5分程度停車する。1988年7月に西宮名塩SAがオープンするまでは、当SAが最も大阪寄りのSAであったため非常に混雑していて、周辺でしばしば渋滞が発生していた。

## 道路
- E2A 中国自動車道

## 歴史
- 1974年（昭和49年）6月4日：中国自動車道西宮北IC - 福崎IC間の開通とともに供用開始。
- 2007年（平成19年）
  - 3月20日：下り線にウェルカムゲートを設置[1]。
  - 10月1日：上り線のガソリンスタンドをキグナス石油（山崎帝国堂）から出光興産（西日本宇佐美）へ変更。
  - 12月20日：上り線にウェルカムゲートを設置[2]。
- 2008年（平成20年）4月1日：下り線のガソリンスタンドをエクソンモービル(Mobil)（加西商事(株)）から昭和シェル石油（コーナンフリート(株)、現エネクスフリート(株)）へ変更。
- 2011年（平成23年）4月27日：トイレがリニューアル。

## 施設
ウェルカムゲートを経由して徒歩にて施設内に出入りすることができる。車両の場合は兵庫県道23号三木宍粟線から駐車場（6台）を利用する。

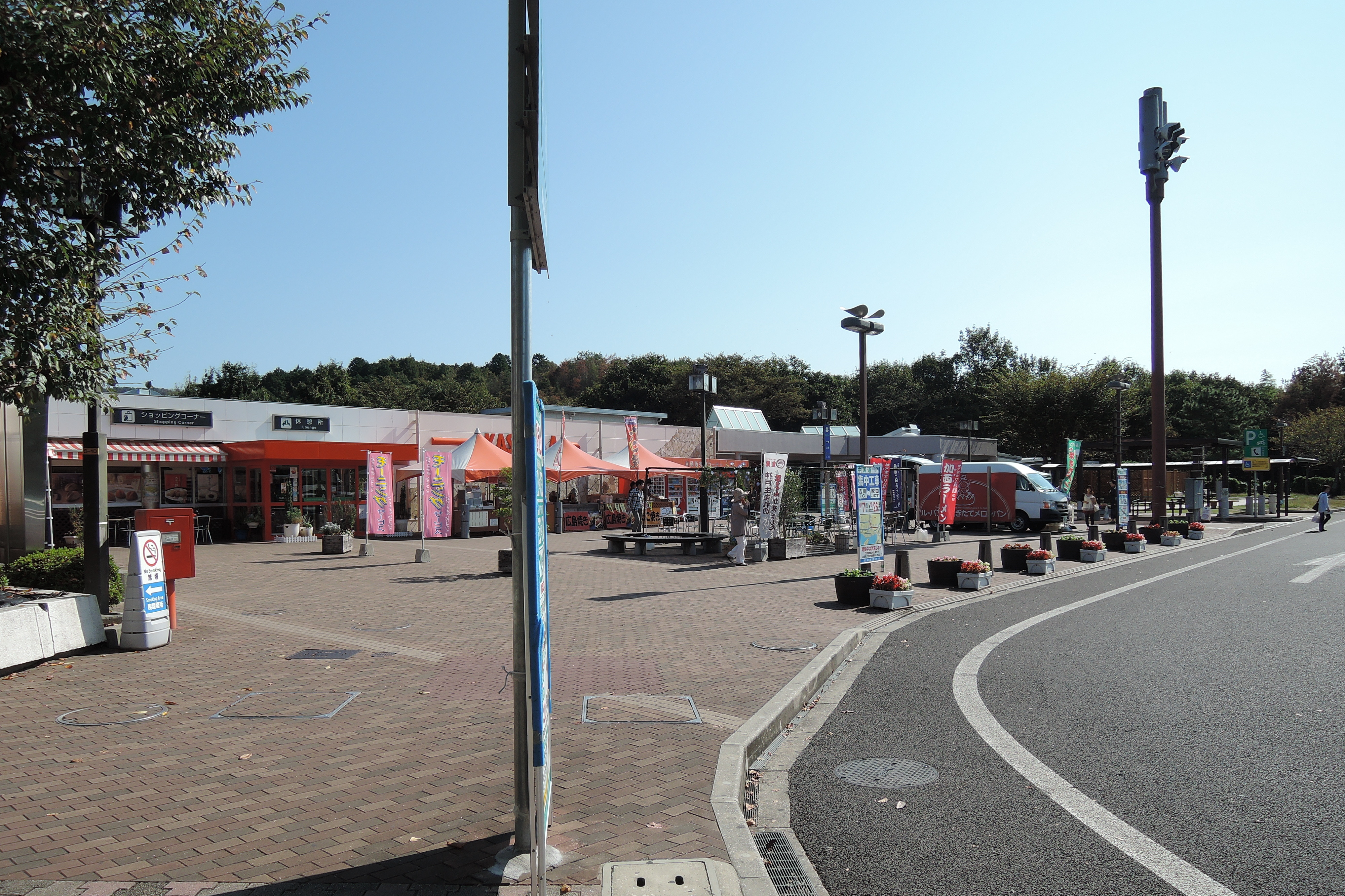
上り施設

### 上り線（大阪・京都方面）
- 駐車場
  - 大型 45台
  - 小型 103台
  - 二輪 8台
- トイレ
  - 男性 大6（和式1・洋式5）、小10
  - 女性 30（和式4・洋式26）
  - 車椅子用 1
- ガソリンスタンド（出光興産（西日本宇佐美）、24時間）
- 電気自動車用急速充電器（24時間）要事前登録
- レストラン（神姫フードサービス、平日11時-21時、土日祝9時-21時）
- スナック（神姫フードサービス、24時間）
- ショッピング（神姫フードサービス、24時間）
- 自動販売機
- インフォメーション・FAXサービス（9時-17時）
- 携帯電話充電器（9時-17時）
- 郵便ポスト（加西郵便局）
- ドッグラン

### 下り線（津山・広島方面）
- 駐車場
  - 大型 45台
  - 小型 115台
  - 二輪 8台
- トイレ
  - 男性 大6（和式1・洋式5）、小10
  - 女性 30（和式4・洋式26）
  - 車椅子用 1

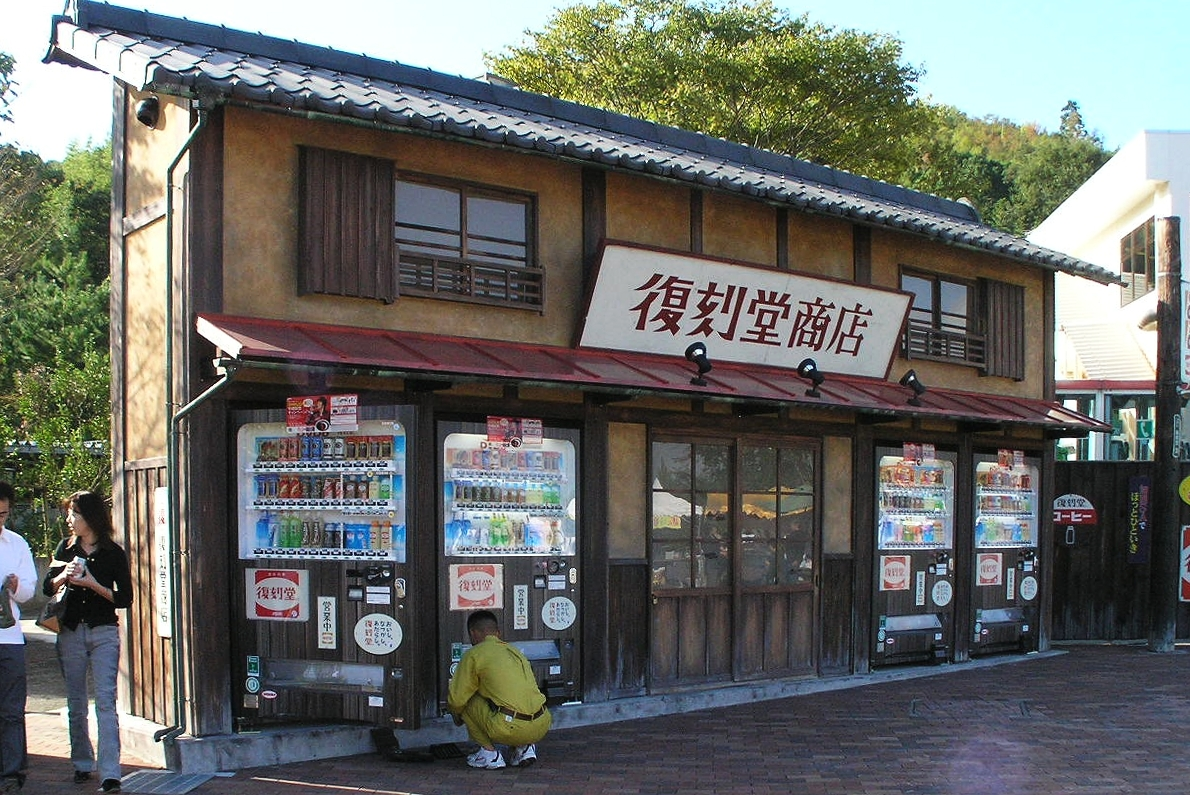
自動販売機（ダイドードリンコ復刻堂）

- ガソリンスタンド（出光（エネクスフリート）、24時間）
- 電気自動車用急速充電器（24時間）要事前登録
- レストラン（シンエーフーヅ、7時-20時）
- スナック（シンエーフーヅ、24時間）
- ショッピング（シンエーフーヅ、24時間）
- 自動販売機
- インフォメーション・FAXサービス（9時-17時）
- ハイウェイオフィス（パソコン:24時間 / プリンター:インフォメーション開設時間内）：持ち込みパソコンも使用可。くわしくは西日本高速道路サービスホールディングスホームページ参照[3]。
- 携帯電話充電器（9時-17時）
- 郵便ポスト（加西郵便局）

## 隣
E2A 中国自動車道
(8-1)加西IC/BS - (BS)北条BS - (SA)加西SA - (9)福崎IC/BS